# George A. Bartlett

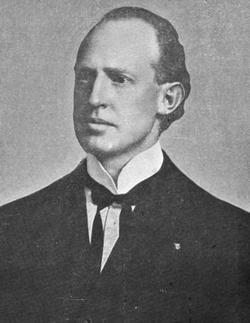
George A. Bartlett

George Arthur Bartlett (* 30. November 1869 in San Francisco, Kalifornien; † 1. Juni 1951 in Reno, Nevada) war ein US-amerikanischer Politiker. Zwischen 1907 und 1911 vertrat er den Bundesstaat Nevada im US-Repräsentantenhaus.

## Frühe Jahre
George Bartlett zog mit seinen Eltern nach Eureka in Nevada. Dort besuchte er die öffentlichen Schulen. Danach studierte er bis 1894 an der Georgetown University in Washington Jura. Nach seiner im selben Jahr erfolgten Zulassung als Rechtsanwalt begann er diesen Beruf in Nevada auszuüben. Bartlett wurde auch Bezirksstaatsanwalt im Eureka County.

## Politische Laufbahn
Bartlett wurde Mitglied der Demokratischen Partei. Bei den Kongresswahlen des Jahres 1906 wurde er in das US-Repräsentantenhaus gewählt. Dort löste er am 4. März 1907 seinen Parteikollegen Clarence D. Van Duzer ab. Nach einer Wiederwahl im Jahr 1908 konnte er sein Mandat im Kongress bis zum 3. März 1911 ausüben. Bei den Wahlen des Jahres 1910 verzichtete Bartlett auf eine erneute Kandidatur. Sein Sitz ging dann an den Republikaner Edwin Ewing Roberts.

## Weiterer Lebenslauf
Nach dem Ende seiner Zeit im Kongress arbeitete Bartlett als Rechtsanwalt in Reno. Zwischen 1915 und 1918 war er stellvertretender Bundesbezirksstaatsanwalt für Nevada. Von 1918 bis 1931 war er, mit einer zweijährigen Unterbrechung, Richter im zweiten juristischen Bezirk von Nevada. Danach arbeitete er wieder als Rechtsanwalt. George Bartlett, der auch Autor mehrerer Bücher war, starb am 1. Juni 1951 in Reno und wurde dort auch beigesetzt.